# Klippfingerört
Klippfingerört (Potentilla chamissonis) är en rosväxtart som beskrevs av Hultén. Enligt Catalogue of Life ingår Klippfingerört i släktet fingerörter och familjen rosväxter, men enligt Dyntaxa är tillhörigheten istället släktet fingerörter och familjen rosväxter. Enligt den finländska rödlistan är arten nära hotad i Finland. Artens livsmiljö är kalkklippor och kalkbrott. Utöver nominatformen finns också underarten P. c. umanakensis.